# Hold On to Sixteen
Hold On to Sixteen (en español "Aferrate a los dieciséis") es el octavo episodio de la tercera temporada y el quincuagésimosegundo de toda la serie. de Glee Se estrenó el 6 de diciembre de 2011 en Estados Unidos por la cadena FOX. Fue dirigido por Bradley Buecker y escrito por Bradley Buecker.Hold On to Sixteen muestra el regreso de Sam Evans (Chord Overstreet) a Nuevas Direcciones para competir en las locales.
Ocho canciones fueron interpretadas en el episodio, tres de las cuales son de la Familia Jackson e interpretadas por Nuevas Direcciones "ABC"  ,"Control" de Janet Jackson,y "Man in the Mirror"
de Michael Jackson.Las interpretación fueron favorablemente aprobados por los revisores.
Cinco de las siete canciones del episodio-tres de los cuatro sencillos y dos de los tres de la banda sonora en Glee: The Music, Volume 7 lograron alcanzar el Billboard Hot 100 y el Canadian Hot 100, con el reparto de We Are Young debutó en el puesto doce y once respectivamente la venta en descargas alcanzó las 137,000 en Estados Unidos.El episodio fue seguido por 7.11 millones de espectadores estadounidenses obtuvo una cuota en pantalla en 3.0/8 dentro de la franja demográfica de 18-49.

## Sinopsis

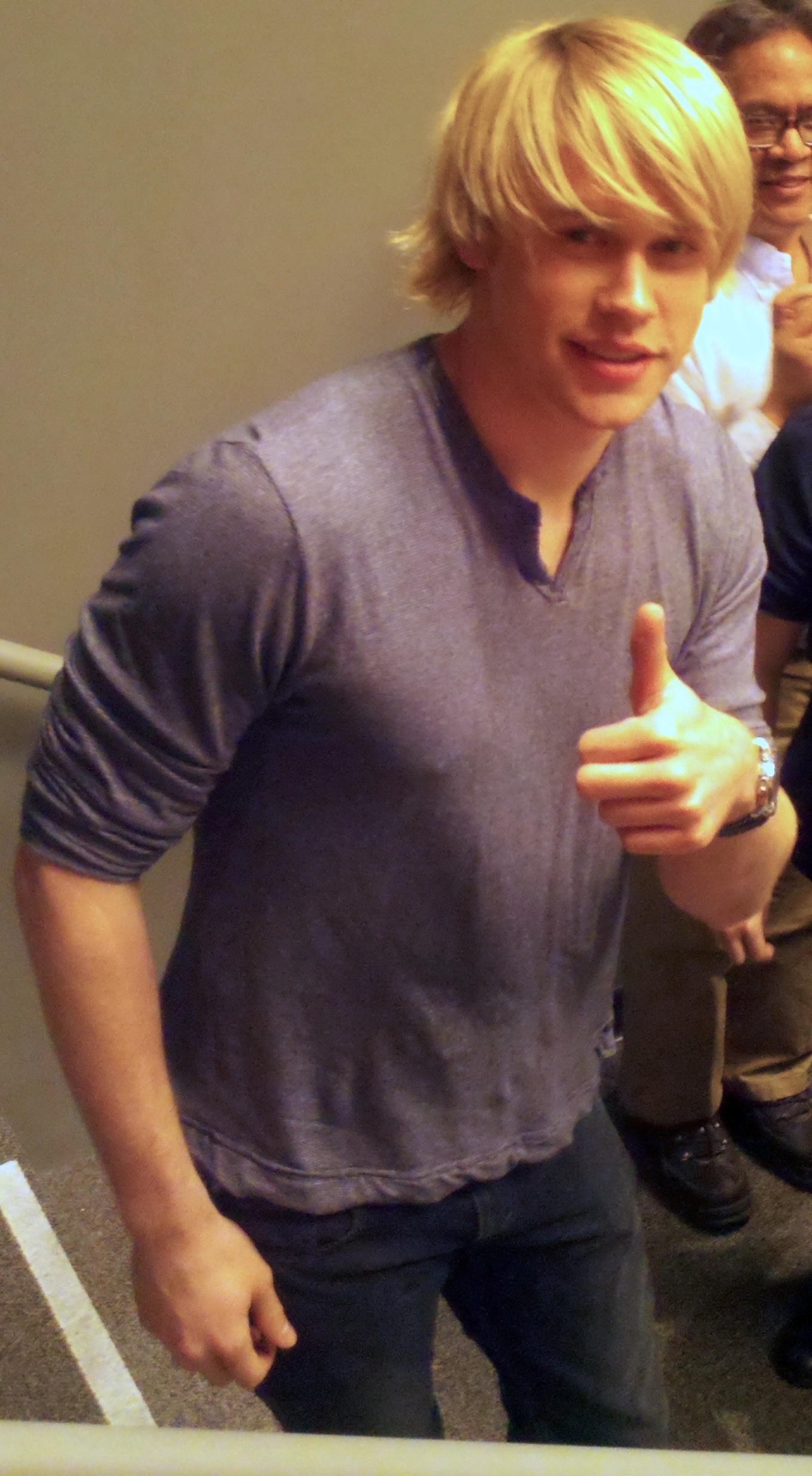
Sam Evans (Chord Overstreet, FOTO) regresa al McKinley High.

En los pasillos del colegio, Quinn (Dianna Agron) se acerca a Rachel (Lea Michele) y le pregunta por qué está allí si estaba suspendida, a lo cual Rachel le responde que tiene permitido ir al colegio para hacer sus tareas, y luego le ofrece a Quinn ayuda vocal como preparación para las Seccionales, ya que les costará mucho vencer a The Troubletones. Ante esto, Quinn le afirma que no tendrán ningún problema en vencerlas, ya que ella hará que despidan a Shelby contándole al Director Figgins que la directora de The Troubletones mantuvo relaciones sexuales con Puck. Rachel intenta disuadir a Quinn de hacer eso, diciéndole que a pesar de que esa relación es inapropiada, Puck tiene 18 años y ella no es su profesora, por lo cual es legal, y además le comenta que lo único que logrará es que despidan a Shelby (Idina Menzel) y así no podrá mantener a su hija. Quinn dice que exactamente esa es la idea, ya que así calificarán a Shelby de madre incompetente, y ella podrá recuperar a Beth. Rachel le dice a Quinn que piense dos veces lo que causará con todo esto, y que al contrario de lo que ella cree, no logrará nada bueno, y lo único que va a conseguir es arruinar no solo la vida de Shelby, sino también la de Beth y la de Quinn misma.
En la sala de música están hablando Will (Matthew Morrison) y Finn (Cory Monteith), revela que las Seccionales de este año se realizarán en el William McKinley High School. Además, Finn menciona que ahora que no tienen a Rachel, necesitan otra estrella en el grupo, o jamás podrán vencer a The Troubletones, y luego de esto sugiere traer de vuelta a Sam Evans (Chord Overstreet). Will le dice que eso es imposible, ya que se mudaron fuera del Estado, pero Finn revela que logró contactar a Sam por Facebook y que trabaja en un lugar que no queda demasiado lejos.
Mientras tanto, Kurt (Chris Colfer) y Blaine (Darren Criss) están en la cafetería The Lima Bean hablando de las pocas posibilidades que New Directions tiene este año de poder ganar la competencia. En ese momento se acerca Sebastian y se sienta con ellos, donde se revela que The Warblers han ganado en sus Seccionales, y luego de una breve charla, Blaine se levanta para ir a buscar otro café. En ese momento en que Kurt y Sebastian quedan solos, Kurt le confiesa a Sebastian que no le cae para nada bien, y luego le dice en la cara todas esas cosas que le molestan de él. Ante esto, Sebastian también le responde con la misma actitud y comienzan a pelear verbalmente hasta que Blaine regresa y ambos fingen que estaban teniendo una charla amistosa.
Luego se ve a Tina (Jenna Ushkowitz) junto a Mike (Harry Shum, Jr.) en su casillero, preguntándole sobre si envió las aplicaciones para la escuela de danza de Nueva York, el le comenta que postula a Stanford en la especialidad de medicina. Ella molesta le dice que él quiere ser bailarín no un doctor, el argumenta que si el ser bailarín implica separar a su familia no lo hará, especificando que su padre no le hablado ni a su madre ni a él desde que estuvo en West Side Story.
Las seccionales de este año se están celebrando en el auditorio de McKinley, y los aspirantes a NYADA The Unitards dirigidos por Harmony (Lindsay Pearce), cantan como primer grupo. Quinn abandona el auditorio para decirle al Director Figgins (Iqbal Theba) sobre Shelby y Puck, pero Rachel la insta a advertirle a Shelby en primer lugar. Quinn se enfrenta a Shelby, que le dice que ella está renunciando a McKinley y se disculpa con ella. Las Troubletones realizan a continuación un mash-up de "Survivor" y "I Will Survive". Nuevas direcciones interpretan "ABC", "Control" y "Man in the Mirror", Mike y Tina se sorprenden al ver al padre de Mike en la audiencia. Después, él le dice a la pareja que ahora entiende que el baile es la pasión de Mike, y debe aplicarse a las mejores escuelas de danza. Nuevas Direcciones gana las Seccionales, y las Troubletones quedan en segundo lugar.
Quinn decide no revelar el secreto de Shelby por el amor a Beth. Ella convence a Rachel y el director de Nuevas Direcciones, Will Schuester (Matthew Morrison), prometer juntar ambos grupos. Ella le dice a Mercedes, Santana (Naya Rivera) y Brittany (Heather Morris) de la operación, y las tres, junto con Sugar (Vanessa Lengies), llegan al auditorio para unirse a New Directions en el canto "We Are Young".

## Producción
El episodio fue escrito por Ross Maxwell y dirigida por Bradley Buecker, y su título proviene de la canción de John Mellencamp "Jack & Diane". La filmación comenzó el 2 de noviembre de 2011, finalizado el séptimo episodio del día anterior, y terminó el 21 de noviembre de 2011. Todos, excepto los primeros ocho días recibió una filmación en paralelo con el noveno episodio, "Extraordinary Merry Christmas", que comenzó a filmarse el 10 de noviembre de 2011.
Overstreet, quien era miembro de New Directions Sam Evans en la segunda temporada, regresa por primera vez esta temporada, y tendrá un papel recurrente de varios episodios.Los padres de Sam aparece por primera vez en este episodio, su padre es interpretado por John Schneider, y su madre por Tanya Clarke
Las estrellas invitadas recurrentes que aparecen en el episodio son Shelby Corcoran (Menzel), el estudiante Rory Flanagan (Damian McGinty), miembro de Troubletones Sugar Motta (Lengies) y el padre de Mike, Mike Chang Sr.. (Sim).
Ocho canciones fueron interpretada en el episodio, que incluyen tres canciones se originaron por los miembros de la familia Jackson e interpretada por New Directions: The Jackson 5 "ABC", interpretados por Ushkowitz, Colfer, Shum y Agron, la canción de Janet Jackson, "Control", interpretados por Kevin McHale y Criss, y una introducción hablada por Agron, y la canción de Michael Jackson "Man in the Mirror", interpretado por McHale, Monteith, Salling, Criss y Overstreet. Estas tres canciones se incluyen en el Glee: The Music, Volume 7. Las cinco otras canciones son Toby Keith "Red Solo Cup", cantado por Overstreet; un mash-up de Gloria Gaynor's "I Will Survive" y Destiny's Child's "Survivor" interpretados por Rivera y Riley," Buenos Aires de "Evita" interpretado por Pearce;y la canción de la banda Fun "We Are Young", cantado por un New Directions.

## Recepción

### Críticas
Hold on to sixteen recibió en conjunto críticas mixtas, aunque la música fue mejor valorada. Para Robert Canning, de IGN, estuvo "muy por debajo de las expectativas" y le concedió una nota mediocre de 6,5 sobre 10; comentó que los episodios de competición como este se concentran más en las actuaciones y juzgó las porciones sin actuaciones como "indiferentes".
A Michael Slezak de TV Line le pareció mal que los padres de Sam no determinaran quiénes serían los guardianes y cómo le afectaría desde el punto de vista académico.
Bell y Reiter celebraron el final del triángulo Quinn/Shelby/Puck y de la locura de Quinn. Otros críticos, incluidos Kubicek, Slezak and Hyman criticaron mucho que Shelby no reconociera que estaba haciendo mal acostándose con un estudiante. Canning opinó que no era posible que Quinn llegara a arruinarles la vida a Shelby a Beth, puesto que no había cumplido sus amenazas en anteriores episodios y por lo tanto esta última sonaba vacía y desprovista de drama.
Aunque a Sullivan le entusiasmó Shum que, según él «surgió como un elemento crucial de la serie», se mostró descontento de la «historia forzada» del personaje en el episodio. Canning señaló que la historia de Mike había sido «algo trillada toda la temporada» aunque había disfrutado teniédole como favorito, pero se quedó desconcertado por la ausencia de una exhibición de baile de Mike Chang en la competición que justificara el cambio de opinión de su padre.
Muchos críticos estuvieron desacuerdo con el personaje inverosímil de varios puntos de la trama.Jen Chaney criticó la "falta de lógica básica" en Sam es "puede transferir con tanta facilidad de vuelta a McKinley".Abby West de Entertainment Weekly comento lo "importante cantidad de papeleo". Futterman señaló que "el señor Schuester ha fallado otra vez elegir una lista establecida de antemano" a pesar de las "semanas de simulación sobre la preparación para las eliminatorias". Both Slezak de MTV no se mostró impresionado con la partida de Quinn a una escuela tan competitivo como Yale.
Hubo cierta perplejidad expresada por varios críticos incluso Raymund Flandez del The Wall Street Journal y Votta, de por qué
Finn podría pensar que Sam había sido un gran intérprete desde un principio que era tan importante para traerlo de vuelta. A pesar de esto Votta expresó su satisfacción por el regreso de Sam así como Bell que pensó que era uno de los aspectos más agradables del episodio. La escena de Sam con Blaine, sin embargo, fue recibido con críticas, pero la caracterización de Blaine, no John Kubicek de BuddyTV comento "esencialmente llamo a Sam una ramera" y que "él es como una persona completamente diferente". Vicki Hyman de The Star-Ledger describió que la escena estaba "bastante fuera de lugar".
Bell y Reiter celebraron el final del triángulo Quinn/Shelby/Puck y de la locura de Quinn. Otros críticos, incluidos Kubicek, Slezak and Hyman criticaron mucho que Shelby no reconociera que estaba haciendo mal acostándose con un estudiante. Canning opinó que no era posible que Quinn llegara a arruinarles la vida a Shelby y a Beth, puesto que no había cumplido sus amenazas en anteriores episodios y por lo tanto esta última sonaba vacía y desprovista de drama.
Aunque a Sullivan le entusiasmó Shum que, según él «surgió como un elemento crucial de la serie», se mostró descontento de la «historia forzada» del personaje en el episodio. Canning señaló que la historia de Mike había sido «algo trillada toda la temporada» aunque había disfrutado teniédole como favorito, pero se quedó desconcertado por la ausencia de una exhibición de baile de Mike Chang en la competición que justificara el cambio de opinión de su padre.
Rebecca Ford de The Hollywood Reporter se alegraba de la "corrección" divida del club glee y dijor que "ahora son un grupo único otra vez" aunque Flandez llamó a la escena final "muy ordenada para ser un final". Si bien muchos críticos Reiter aprobao la mayoría argumentadas en este episodio.

### Música
La apertura musical del episodio fue "Red Solo Cup" fue recibida con críticas mixtas por parte de los revisores Chaney la llamó lo calificó como un «cambio de marcha/tempo» aunque ella no le gustaba Toby Keith que dio origen a la canción;Bell admitió que es «muy fanático de Sam» pero aunque ella pensó que la versión de Sam "era muy grande". Canning llamó la canción una "terrible elección" y Ford escribió "cayo increíblemente corto" Futterman acredita "sorprende el ritmo natural country de Sam" pero añadió que la "sala de coros las interpretaciones se sienten anticuado" Votta no encontraba sentido a su inclusión y lo llamó "una canción rara en Glee", mientras Hankinson fue más dura y declaró que era una de sus "interpretaciones favoritas de Glee de todos los tiempos" West por su parte dijo que "es la canción perfecta para Sam".
Sulivan fue necio con las mezclas interpretadas por las Troubletones de "I Will Survive"/"Survivor" comentó «fue echa para una segunda oportunidad» y Bell la llamó «asombrosa». Chaney caracterizó el registro vocal de Mercedes y Santana como "fuerte" al igual que Votta ambos sintieron que no era tan bueno como el "Rumours Has It/Someone Like You" el popurrí interpretado en dos episodios antes. Votta pensó que Blaine y Finn hiban a dar el golpe triunfante pero chocan durante el número parecía justificado, aunque Slezak y Sullivan parecía unconvinceopurri interpretado dos episodios anteriores.Slezak calificó a la interpretación con una «A» y dijo «Me encantó que las Troubletones se independizen del club glee con una coreografía ordenada y que no es otra dúo legendario agregado al labor de Sancedes». Flandez escribió que era "extraordinariamente bueno en lo coreografico», a excepción de los saltos. Votta pensó Blaine y Finn darían el toque triunfante pero chocan durante el número parecía un mandamiento judicial, aunque Slezak y Sullivan parecía desconfiado.
Nuevas Direcciones interpretó tres números de la familia Jackson fue revisada favorablemente por la mayoría de los críticos, aunque no están necesariamente de acuerdo en que las canciones eran más eficaces.Bell no podía decidir si le gustaba estas tres canciones o el popurrí de las Troubletones, y West sintió la «coreografía super sobresaliente», y lo calificó de un «A +». Votta destacó la interpretación de "ABC",«ahi demuestra lo encantadora cantante que es Tina", y Kubicek dijo que disfruté «sobre todo porque Tina merece más tiempo de cantar, y me encanta el hecho de que Mike es ahora un cantante verdadero que obtiene sus propios solos». Chaney lo llamó «un desempeño sólido» y le dio una «B +», mientras que Futterman escribió que «se sentía como un retorno a un grupo de interpretaciones ofrecidas por las Nuevas Direcciones, cuando se trataba de una actitud execesiva, para tener un sentido bueno». El baile en "Control" se destacó en muchos comentarios: Hyman y Slezak eran elogiosa, pero Chaney escribió que la «coreografía parecía un poco incómoda y en ocasiones fuera de sincronía», que era «el menos seguro de los tres números musicales de la familia Jackson», y agregó que para ella «esto se sentía obseleto cuando podría haber sido retro-tierno», ella calificó a la canción una «C». Futterman, sin embargo, hizo mención que los pasos de baile fueron «limpios» Votta comento que los «chicos de la banda de jazz» estaban «llevando a cabo su propia cuenta con un fondo bailando a través de todo el número». Para Kubicek, sin embargo, la canción «definitivamente derribó la energía en el centro de su actuación». Bell caracteriza a la canción final como «un increíble Man in the Mirror», y Chaney dijo que era «la mejor de sus tres canciones», y le dio una «A-». Slezak, sin embargo, escribió que «resultó ser un final tonalmente opuesta con la interpretación».
"We Are Young" fue recibida por un entusiasmo casi universal.Slezak calificó de «totalmente divertido y alegre» y Chaney dijo que era «el momento fluido y alegre de la noche", los dos lo califico con una «A-» y la calificó con una «A», respectivamente. Futterman sintió que se interpretó «con un carácter tonto», y era «otro regreso de los momentos simples y exitosas de Glee». Hankinson pensó que era el mejor número musical de la noche, aunque «aquél le recuerda la interpretación a "Dog Days Are Over"»,pero Kubicek pensó que la canción anterior era «un millón de veces mejor». West llamó una «gran canción de final de apertura», y Votta dijo que «el canto final fue lo mejor al estilo a Glee».

## Comercialización
Tres de los cuatro sencillos lanzados desde el episodio, incluyeron un total de cinco versiones de las interpretaciones gracias al popurrí "Survivor / I Will Survive", debutó en el Billboard Hot 100, incluyendo la sexta canción más alta de la historia en que el elenco de Glee en la gráfica a partir de esa fecha."We are young" debutó en el número doce en las ventas con un total de 137.000 descargas en los EE. UU.. [ 38 ] " Hot Shot Debut " en el Canadian Hot 100, y alcanzó mayor posición que en los EE.UU al número once. A partir del 7 de marzo de 2012, la canción había vendido 360.000 copias digitales en los EE. UU. La mencionada "Survivor/I Will Survive" debutó en el número cincuenta y uno, y " Red Solo Cup" debutó en el número noventa y dos, en Canadá, las dos canciones debutaron en el número cuarenta y siete y el número noventa y nueve, respectivamente Además, dos de las tres canciones del episodio que solo se pusieron a disposición de la banda sonora de Glee: The Music, Volume 7, que fue lanzado el mismo día que el episodio fue publicada en la Hot 100: "Man in the Mirror" en el número setenta y seis, y "ABC" en el número ochenta y ocho. Esto hizo que un total de cinco debuts en el Hot 100.